# هوبرت باومگارتنر
هوبرت باومگارتنر (آلمانی: Hubert Baumgartner؛ زادهٔ ۲۵ فوریهٔ ۱۹۵۵) بازیکن سابق و مربی فوتبال اهل اتریش است.
از باشگاه‌هایی که در آن بازی کرده‌است می‌توان به باشگاه فوتبال آستریا وین، باشگاه فوتبال آدمیرا واکر مودلینگ، باشگاه فوتبال سنت پولتن، باشگاه فوتبال رکریتیوو اوئلوا، و باشگاه فوتبال دی اس وی لئوبن اشاره کرد.
وی همچنین در تیم ملی فوتبال اتریش بازی کرده‌است.